# Myoictis melas
Myoictis melas је врста сисара торбара из реда Dasyuromorphia и породице Dasyuridae.

## Распрострањење
Врста има станиште у Индонезији и Папуи Новој Гвинеји.

## Станиште
Врста Myoictis melas има станиште на копну.
Врста је по висини распрострањена од нивоа мора до 1.800 метара надморске висине.

## Угроженост
Ова врста није угрожена, и наведена је као последња брига јер има широко распрострањење.

### Популациони тренд
Популациони тренд је за ову врсту непознат.